# Nicola Conti
Pour les articles homonymes, voir Conti.
Nicola Conti  (né vers 1710 à Naples; † 1754 à Naples) est un compositeur italien de l'école napolitaine. Nicola Conti a été organiste à la Chapelle royale.

## Biographie
Nicola Conti est un élève de Francesco Durante. Il a été maître de chapelle dans plusieurs églises de Naples. La majorité de ses œuvres a été conçue pour une utilisation à l'église, mais il a écrit plusieurs opéras dont la musique est considérée comme perdu. Son œuvre la plus importante est maintenant l'oratorio Isacco sur un livret de Pietro Metastasio, qui a été créé en 1741. Outre plusieurs cantates, motets et lamentations, on peut citer d'autres oratorios comme La passione di Gesù Cristo (1743), La Morte d'Abel (1748) et Per la Festività del Santo Natale (1755). Nicola Conti a écrit environ 100 arias, constituant des pièces isolées.

## Œuvres

### Opéras
- L'Ippolita (livret de Gennaro Antonio Federico), opera buffa 3 actes (printemps 1733, Naples, teatro Fiorentini)
- Cajo Marzio Coriolano (livret de Pietro Pariati), opera seria 3 actes (carnaval 1734, Naples, teatro S. Bartolomeo)
- Berenice (livret de Bartolomeo Vitturi), opera seria 3 actes (7 janvier 1743, Rome, teatro Capranica)
- La Dafne, opera seria 3 actes (1747, Naples, teatro S. Carlo)
- Attalo re di Bitinia, drame 3 actes (20 janvier 1752, Naples, teatro S. Carlo)
- L'Endimione (1752, Naples) (librettiste incertain)
- L'Olindo (livret de Antonio Palomba), opera buffa 3 actes (printemps 1753, Naples) (les actes 1 et 2 sont de Conti, le reste et la sinfonia de Matteo Capranica)

### Oratorios
- Isacco, livret de Pietro Metastasio (1741)
- La passione di Gesù Cristo, livret de Pietro Metastasio (1743)
- La Morte d'Abel (1748)
- Per la Festività del Santo Natale (1755)
- La madre dei Maccabei
- Responsorio di s. Antonio di Padua